# Luis Walter Alvarez
Luis Walter Alvarez, ameriški fizik in izumitelj, * 13. junij 1911, San Francisco, Kalifornija, ZDA, † 1. september 1988, Berkeley, Kalifornija, ZDA.
Alvarez je leta 1968 prejel Nobelovo nagrado za fiziko »za odločilne doprinose k fiziki osnovnih delcev in še posebej za odkritje velikega števila resonančnih stanj, ki se je uresničilo prek razvoja postopka uporabe vodikove mehurčne celice in razčlenitve podatkov.«